# 大煙管

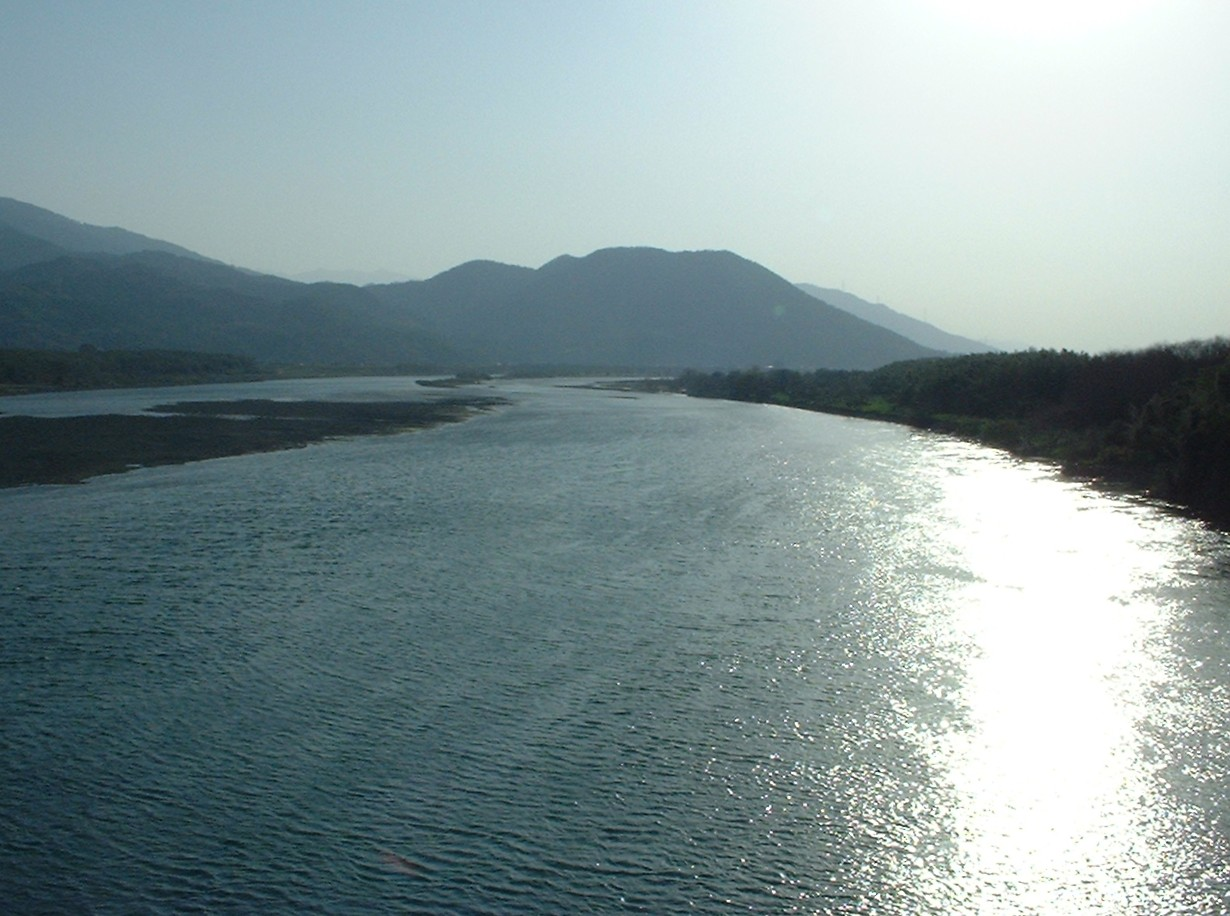
大煙管の伝わる吉野川

大煙管（おおぎせる）は、徳島県三好郡三庄村大字毛田村（現・東みよし町）に伝わる化け狸。　

## 概要
吉野川に青石瀬という難所があり、ここでは破損した舟や筏が臨時に停泊することがあったが、そうしたときに夜更け現れ「煙草をくれ」と言って煙管を突き出す。これに対して煙草を差し出さないと、舟を沈められるなど様々な怪異が起きる。
煙管一杯に煙草を詰め込んでやれば何事も起きないのだが、この煙管が非常に大きく、40匁入りの袋で10袋分も入れないと一杯にならないため、この土地の船頭は船が多少破損したとしても、その場所に舟を泊めることだけは避けたと言われている。